# Radney Foster

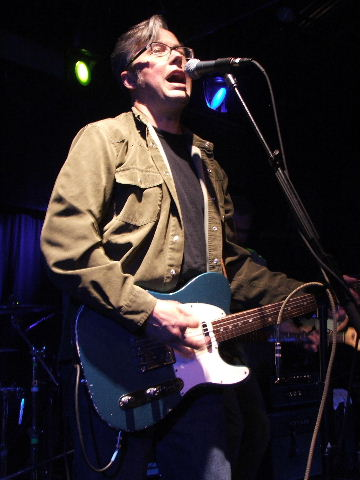
Radney Foster (2006)

Radney Foster (* 20. Juli 1959 in Del Rio, Texas) ist ein Country-Sänger und Songwriter.

## Leben
Der Anwaltssohn Radney Foster beschloss 1985 sein Studium für ein Jahr zu unterbrechen, um in Nashville Country-Musik zu spielen. Er arbeitete zunächst als Kellner, bevor er bei einem Musikverlag eine Anstellung als Songwriter bekam. Hier arbeitete er mit Bill Lloyd zusammen. Gemeinsam schrieben sie einen Top-10-Song für die Sweethearts of the Rodeo. 1987 erhielt das Duo unter dem Namen Foster and Lloyd einen Schallplattenvertrag beim RCA-Label. Es wurden drei Alben und mehrere erfolgreiche Singles produziert, bevor man sich 1991 trennte.
Foster arbeitete alleine weiter und brachte 1992 beim Arista-Label sein erstes Solo-Album, Del Rio, Texas, 1959, heraus, das ausschließlich Eigenkompositionen enthielt. Es wurden mehrere erfolgreiche Singles ausgekoppelt, von denen Nobody Wins Platz zwei der Country-Charts erreichte. Sein zweites Album Labor Of Love erschien 1995. Obwohl von anerkannt hoher Qualität, waren die Verkaufszahlen unbefriedigend. 2002 wechselte Foster, einer der wenigen Brillenträger unter den Country-Musikern, zu einem kleineren Label.

## Diskografie

### Studioalben
| Jahr | Titel             | Höchstplatzierung, Gesamtwochen, AuszeichnungChartsChartplatzierungen (Jahr, Titel, Platzierungen, Wochen, Auszeichnungen, Anmerkungen) | Anmerkungen |
| Jahr | Titel             | Country | Anmerkungen |
| ---- | ----------------- | --- | ----------- |
| 1992 | Del Rio, TX 1959  | Country46 (40 Wo.)Country |             |
| 1995 | Labor of Love     | Country61 (4 Wo.)Country |             |
| 2002 | Another Way to Go | Country39 (2 Wo.)Country |             |
| 2009 | Revival           | Country51 (2 Wo.)Country |             |

Weitere Studioalben
- 1999: See What You Want to See
- 2001: Are You Ready for the Big Show?
- 2005: And Then There’s Me (The Back Porch Sessions)
- 2006: This World We Live In
- 2012: Del Rio, TX Revisited: Unplugged & Lonesome
- 2014: Everything I Should Have Said
- 2017: For You To See The Stars

### EPs
- 2009: The Chosen Few

### Singles
| Jahr | Titel Album                                                     | Höchstplatzierung, Gesamtwochen, AuszeichnungChartsChartplatzierungen (Jahr, Titel, Album, Platzierungen, Wochen, Auszeichnungen, Anmerkungen) | Anmerkungen                            |
| Jahr | Titel Album                                                     | Country | Anmerkungen                            |
| ---- | --------------------------------------------------------------- | --- | -------------------------------------- |
| 1992 | Just Call Me Lonesome Del Rio, TX 1959                          | Country10 (20 Wo.)Country |                                        |
| 1993 | Nobody Wins Del Rio, TX 1959                                    | Country2 (20 Wo.)Country |                                        |
| 1993 | Easier Said Than Done Del Rio, TX 1959                          | Country20 (20 Wo.)Country |                                        |
| 1993 | Hammer and Nails Del Rio, TX 1959                               | Country34 (11 Wo.)Country |                                        |
| 1994 | Closing Time Del Rio, TX 1959                                   | Country59 (6 Wo.)Country |                                        |
| 1994 | Labor of Love –                                                 | Country58 (7 Wo.)Country |                                        |
| 1994 | The Running Kind Mama’s Hungry Eyes: A Tribute to Merle Haggard | Country64 (5 Wo.)Country |                                        |
| 1995 | Willin’ to Walk Labor of Love                                   | Country54 (8 Wo.)Country |                                        |
| 1995 | If It Were Me Labor of Love                                     | Country59 (5 Wo.)Country |                                        |
| 1999 | Godspeed (Sweet Dreams) See What You Want to See                | Country74 (1 Wo.)Country |                                        |
| 2001 | Texas in 1880 Are You Ready for the Big Show?                   | Country54 (9 Wo.)Country | mit Pat Green                          |
| 2002 | Everyday Angel Another Way to Go                                | Country43 (19 Wo.)Country |                                        |
| 2003 | Scary Old World Another Way to Go                               | Country52 (9 Wo.)Country | feat. Chely Wright & Georgia Middleman |

Weitere Singles
- 1998: I’m In (mit Abra Moore)
- 2005: Half of My Mistakes
- 2006: Prove Me Right
- 2009: Revival
- 2009: Angel Flight